# 서울성원초등학교
서울성원초등학교(聖元初等學校)는 대한민국 서울특별시 마포구에 있는 공립 초등학교이다.

## 학교 연혁
- 1986년 10월 22일: 서울성원국민학교 개교(18학급)
- 2004년 11월 30일: 정보화동 증측 개관
- 2006년 4월 7일: 학습준비물실 개설
- 2009년 7월 6일: 운동장 종합놀이시설 설치
- 2026년 10월 22일: 개교 40주년

## 참고 자료
- 서울성원초등학교 - 한국교육학술정보원 학교알리미